# Veronica Donovan
Veronica Donovan is een personage uit de Amerikaanse televisieserie Prison Break, vertolkt door actrice Robin Tunney.
Zij is de advocate van hoofdpersoon Michael Scofield (Wentworth Miller) en daarnaast ook de ex-vriendin van diens broer Lincoln Burrows (Dominic Purcell).
In het tweede seizoen wordt ze vermoord, nadat ze in het huis van de broer van de president, Terrence Steadman, van wie wordt gedacht dat hij door Burrows is doodgeschoten, is binnengelaten. Ze wordt daar neergeschoten door enkele bewakers.